# КЗ ДЮСШ "Карпати"
КЗ ДЮСШ "Карпати" - Львівський комунальний заклад дитячо-юнацька спортивна школа «Карпати» є позашкільним навчально-виховним закладом, де готують майбутніх чемпіонів.
Мета - готувати юних футболістів до виступів за ФК «Карпати», та інші професійні клуби України.У листопаді 2021 року школа підтвердила першу категорію серед ДЮСЗ. Адреса: місто Львів, вулиця Анатолія Вахнянина,1. Заняття є Безкоштовними.

## Історія КЗ ДЮСШ  «Карпати»
Львівський комунальний заклад Дитячо-юнацька спортивна школа «Карпати» створена 1 квітня 2021 року на базі Львівської Спеціалізованої Дитячо-Юнацької Школи Олімпійського Резерву №4. Тож історія школи розпочинається ще з 1964 року.
КЗ ДЮСШ «Карпати» мають підписану угоду про співпрацю з футбольним клубом «Карпати», відтак, найкращі гравці матимуть можливість надіти «зелено-білу» футболку дорослої команди.
Цей легендарний футбольний бренд, разом з  контролем та допомогою Управління спорту Львова спонукає ДЮСШ «Карпати» розвиватися та покращувати результати.

## Керівництво школи та тренери
Директори:
- 1988-1989 - Кульчицький Ігор, ветеран ФК «Карпати»
- 1989-2019 - Риф'як Роман, ветеран ФК «Карпати»
- 2019 - Шандор Андрій, арбітр ФІФА, найкращий арбітр України у сезоні 2008-2009

Заступник директора із начально-тренувальної роботи - Пелех Богдан.
У  2021 році у ДЮСШ «Карпати» збільшили кількість навчально тренувальних груп до 42. Це стало можливим завдяки розумінню та дозволу  Управління спорту  ЛМР збільшити кількість штатних тренерів-викладачів.
У школі працюють кваліфіковані наставники: Андрій Василитчук, Грінер Андрій, тренер воротарів Гайдук Андрій, Самсон Годвін, Володимир Тутик, Володимир Шумський, Андрій Чорний, Павло Тищук, Деркач Роман, Андрій Дигас, Денис Мирун, Маланій Руслан, Шумський Віталій, Ярослав Бундз та Ярослав Лема.

## Досягнення КЗ ДЮСШ  «Карпати» з 2021 року
На даний момент у школі займаються більше 500 юних футболістів. 
- У 2021 році вихованці ДЮСШ «Карпати» 2005 та 2007 років народження закінчили чемпіонат України серед команд Першої Ліги і здобули шанс для школи підвищитися у класі. Тепер команди ДЮСШ «Карпати» - учасники Вищої ліги ДЮФЛУ.
- У 2021 році команди школи взяли участь в  усіх вікових групах ДЮФЛ Львівщини. Та закінчили виступи із хорошими показниками – практично всі команди потрапили до трійки призерів.
- Команди різних вікових груп школи взяли участь понад 20-ти Всеукраїнських та міжнародних дитячо-юнацьких турнірах: Команда 2010 року народження стала переможцем Відкритого Кубка Львова. Команда 2014 року народження – найкраща команда на турнірі «Smoka» у Польщі. Вихованці 2013 року народження – срібні призери «Atmos Cup».

Важливо, що за вихованцями школи пильно стежать тренери ФК «Карпати» U-19. Адже гравці ДЮСШ «Карпати» мають першочергове право на оглядини у старшій команді.
На спортивній базі школи постійно організовують та проводять тринадцять дитячо-юнацьких турнірів, серед яких Кубок Легенд «Карпат», на нагородження якого приходять ветерани «зелено-білих» та діючі гравці клубу.

## Відомі вихованці ДЮСШ  «Карпати»
- Едуард Козинкевич
- Сапило Віталій
- Кінаш Ярослав
- Карабін Ярослав
- Лень Олег
- Тлумак Юрій
- Мисак Роман
- Підвірний Володимир
- Гудима Володимир
- Підківка Роман
- Мозіль Олег
- Сасс Назар
- Кравець Василь
- Швед Мар'ян
- Кузик Орест
- Савошко Володимир
- Дударенко Олександр
- Завійський Тарас
- Гірський Степан
- Гірний Максим
- Притула Остап
- Желізко Іван
- Горін Олег
- Роман Віталій
- Чеботарьов Олег
- Пунда Ігор

## Робота школи
Школа забезпечена всім необхідним футбольним інвентарем, спортивною формою та має одну з найкращих матеріально-технічних баз в Україні. На території є два поля стандартних розмірів - сучасне зі штучним покриттям та  з трав’яним газоном.
Окрім тренувального процесу, де відпрацьовують фізичну та технічну майстерність учні школи мають методичні заняття. Після ігор вони разом з тренером переглядають свої поєдинки та працюють над помилками. Також наші вихованці відвідують тренування з фітнесу.

## Філії КЗ ДЮСШ  «Карпати»
ДЮСШ  «Карпати» підписала угоду про співпрацю з львівським ліцеєм імені Івана Пулюя. Також філії закладу є  у Рясне-2 (база школи 94), у смт Брюховичі на вул. Ясній, 43, у селі Давидів ДЮСШ «Тризуб» та у смт Пустомити ДЮСШ «Юність».

## Соціальні мережі закладу
У КЗ ДЮСШ  «Карпати» сторінки є у Facebook, Instagram, Telegram та TikTok. Також є YouTube канал, де можна переглянути всі домашні матчі наших команд.